# Marco Wilson
Marco Wilson (* 3. März 1999 in Fort Lauderdale, Florida) ist ein US-amerikanischer American-Football-Spieler auf der Position des Cornerbacks. Aktuell spielt er für die Cincinnati Bengals in der National Football League (NFL). Zuvor stand er bei den Arizona Cardinals und den New England Patriots unter Vertrag.

## Frühe Jahre
Wilson wurde in Fort Lauderdale im US-Bundesstaat Florida geboren und wuchs dort auf. Sein Vater Chad Wilson  spielte zwischen 1992 und 1994 in der Footballmannschaft der University of Miami, sein Bruder Quincy Wilson wurde 2017 in der 2. Runde von den Indianapolis Colts gedraftet. Marco Wilson besuchte die American Heritage School in Plantation, Florida, wo er in der Football- und in der Leichtathletikmannschaft aktiv war. In der Footballmannschaft wurde er von Patrick Surtain trainiert und spielte unter anderem mit dem Sohn seines Trainers, Patrick Surtain II, sowie Tyson Campbell und Anthony Schwartz in einer Mannschaft, mit denen er immer noch befreundet ist. Sie waren sehr erfolgreich und konnten 2014 und 2016 die FHSAA 5A Meisterschaft im Staate Florida gewinnen. Wilson konnte in seinem Senior-Jahr 2017 20 Tackles und 3 Interceptions verzeichnen. Außerdem konnte Wilson in der Leichtathletikmannschaft Erfolge verzeichnen, so gewann er zusammen mit Surtain, Campbell und Schwartz 2017 die Meisterschaft der 4-mal-100-Meter-Staffel im Staat Florida.
Nach seinem Highschoolabschluss erhielt Wilson ein Stipendium der University of Florida aus Gainesville, Florida, für die er ebenfalls in der Footballmannschaft aktiv war. Insgesamt kam er zwischen 2017 und 2020 in 32 Spielen zum Einsatz und konnte dabei 99 Tackles und 3 Interceptions verzeichnen. Schon in seinem Freshman-Jahr war er wichtiger Bestandteil der Mannschaft. Er ist einer von nur vier Cornerbacks in der Geschichte der Schule, die am ersten Spieltag ihres ersten Jahres an der Schule in der Startformation standen. In seinem zweiten Jahr verpasste er jedoch einen Großteil der Saison und wurde geredshirted, da er sich im 2. Saisonspiel einen Kreuzbandriss zuzog. In seinen letzten beiden Jahren kehrte er als fester Stammspieler zurück. 2018 konnte er mit seinem Team den Peach Bowl, 2019 den Orange Bowl gewinnen.

## NFL
Beim NFL-Draft 2021 wurde Wilson in der 4. Runde an 136. Stelle von den Arizona Cardinals ausgewählt. Sein NFL-Debüt gab er direkt am 1. Spieltag der Saison 2021 beim 38:13-Sieg gegen die Tennessee Titans, bei dem er als Starter auf dem Feld stand und drei Tackles verzeichnen konnte. Am 3. Spieltag konnte er beim 31:19-Sieg gegen die Jacksonville Jaguars das erste Mal ein Fumble erzwingen, den der Runningback der Jaguars, James Robinson, allerdings recovern konnte. Beim 37:20-Sieg gegen die Los Angeles Rams eine Woche später konnte er insgesamt 8 Tackles verzeichnen, bislang seine Karrierehöchstleistung. Bei der 21:24-Niederlage gegen die Green Bay Packers am 8. Spieltag konnte er erneut einen Fumble erzwingen, diesmal Juwann Winfree. Die letzten beiden Saisonspiele verpasste er jedoch verletzungsbedingt. Insgesamt kam Wilson somit in seiner Rookie-Saison in 14 Spielen zum Einsatz, davon in 13 als Starter, und konnte insgesamt 48 Tackles verzeichnen sowie zwei Fumbles erzwingen. Da die Cardinals in der Saison 11 Spiele gewannen und nur sechs verloren, konnten sie sich für die Playoffs qualifizieren. Dort trafen sie in der ersten Runde auf die Los Angeles Rams. Wilson kam in dem Spiel erneut zum Einsatz und konnte einen Tackle verzeichnen, die 11:34-Niederlage gegen den späteren Super-Bowl-Sieger allerdings nicht verhindern.
In der Saison 2022 blieb er zumeist Stammspieler in der Defense der Cardinals. Direkt am 1. Spieltag konnte er bei der 21:44-Niederlage gegen die Kansas City Chiefs einen Fumble von Juju Smith-Schuster erzwingen. Am 7. Spieltag konnte er beim 42:34-Sieg gegen die New Orleans Saints seine erste Interception von Andy Dalton in der NFL verzeichnen. Diese konnte er direkt in die Endzone der Saints tragen, sodass er auch seinen ersten Touchdown in der Liga erzielte. Dafür wurde er zum NFC Defensive Player of the Week ernannt. Gegen Ende der Saison musste er jedoch erneut in einigen Spielen verletzungsbedingt pausieren. Am 16. Spieltag konnte er jedoch bei der 16:19-Niederlage gegen die Tampa Bay Buccaneers gleich zwei Pässe von Tom Brady intercepten. Mit insgesamt 10 verteidigten Pässen und drei Interceptions führte Wilson sein Team in beiden Kategorien in der Saison 2022 an. Auch zu Beginn der Saison 2023 blieb er fester Stammspieler in der Defense der Cardinals und startete als erster Cornerback. Am 5. Spieltag konnte er bei der 20:34-Niederlage gegen die Cincinnati Bengals insgesamt 11 Tackles verzeichnen, wodurch er einen neuen Karrierebestwert aufstellte. Ab Ende November wurde Wilson aufgrund von schlechten Leistungen in den vorherigen Spielen nicht mehr in der Defense berücksichtigt und kam nur noch in den Special Teams zum Einsatz. Am 26. Dezember 2023 entließen die Cardinals Wilson schließlich.
Am 27. Dezember 2023 gaben die New England Patriots die Verpflichtung Wilsons von der Waiver-Liste bekannt. Er gab sein Debüt für sein neues Team am 18. Spieltag bei der 3:17-Niederlage gegen die New York Jets, bei der er ein Tackle verzeichnete. Am 18. November 2024 wurde er von den Patriots entlassen und einen Tag später über die Waiver-Liste von den Cincinnati Bengals verpflichtet.

## Karrierestatistiken

### Regular Season
| Saison                             | Team             | Spiele | Spiele  | Tackles | Tackles | Tackles | Tackles | Interceptions | Interceptions | Interceptions | Interceptions | Interceptions | Interceptions | Fumbles | Fumbles | Fumbles | Fumbles | TD gesamt |
| Saison                             | Team             | Gesamt | Starter | Gesamt  | Solo    | Assist  | Sack    | PD            | Int           | Yards         | Avg           | Lang          | TD            | FF      | FR      | Yards   | TD      | TD gesamt |
| ---------------------------------- | ---------------- | ------ | ------- | ------- | ------- | ------- | ------- | ------------- | ------------- | ------------- | ------------- | ------------- | ------------- | ------- | ------- | ------- | ------- | --------- |
| 2021                               | Cardinals        | 14     | 13      | 48      | 40      | 8       | 0,0     | 4             | 0             | 0             | 0,0           | 0             | 0             | 2       | 0       | 0       | 0       | 0         |
| 2022                               | Cardinals        | 14     | 13      | 58      | 44      | 14      | 0,0     | 10            | 3             | 77            | 25,7          | 39            | 1             | 1       | 0       | 0       | 0       | 1         |
| 2023                               | Cardinals        | 15     | 11      | 52      | 41      | 11      | 0,0     | 4             | 0             | 0             | 0,0           | 0             | 0             | 0       | 0       | 0       | 0       | 0         |
| 2023                               | Patriots         | 1      | 0       | 1       | 0       | 1       | 0,0     | 0             | 0             | 0             | 0,0           | 0             | 0             | 0       | 0       | 0       | 0       | 0         |
| 2024                               | Patriots         | 10     | 0       | 15      | 8       | 7       | 0,0     | 1             | 0             | 0             | 0,0           | 0             | 0             | 0       | 0       | 0       | 0       | 0         |
| 2024                               | Bengals          | 6      | 0       | 2       | 2       | 0       | 0,0     | 1             | 0             | 0             | 0,0           | 0             | 0             | 0       | 0       | 0       | 0       | 0         |
| Gesamte Karriere                   | Gesamte Karriere | 60     | 37      | 176     | 135     | 41      | 0,0     | 20            | 3             | 77            | 25,7          | 39            | 1             | 3       | 0       | 0       | 0       | 1         |
| Quelle: pro-football-reference.com |                  |        |         |         |         |         |         |               |               |               |               |               |               |         |         |         |         |           |

### Postseason
| Saison                             | Team             | Spiele | Spiele  | Tackles | Tackles | Tackles | Tackles | Interceptions | Interceptions | Interceptions | Interceptions | Interceptions | Interceptions | Fumbles | Fumbles | Fumbles | Fumbles | TD gesamt |
| Saison                             | Team             | Gesamt | Starter | Gesamt  | Solo    | Assist  | Sack    | PD            | Int           | Yards         | Avg           | Lang          | TD            | FF      | FR      | Yards   | TD      | TD gesamt |
| ---------------------------------- | ---------------- | ------ | ------- | ------- | ------- | ------- | ------- | ------------- | ------------- | ------------- | ------------- | ------------- | ------------- | ------- | ------- | ------- | ------- | --------- |
| 2021                               | Cardinals        | 1      | 1       | 1       | 0       | 1       | 0,0     | 0             | 0             | 0             | 0,0           | 0             | 0             | 0       | 0       | 0       | 0       | 0         |
| Gesamte Karriere                   | Gesamte Karriere | 1      | 1       | 1       | 0       | 1       | 0,0     | 0             | 0             | 0             | 0,0           | 0             | 0             | 0       | 0       | 0       | 0       | 0         |
| Quelle: pro-football-reference.com |                  |        |         |         |         |         |         |               |               |               |               |               |               |         |         |         |         |           |